# A magyar női labdarúgó-válogatott mérkőzései 1992-ben
A magyar női labdarúgó-válogatott  az év során összesen 8 mérkőzést vívott. A mérleg: öt győzelem, egy döntetlen és két vereség. Az év első három mérkőzése a várnai nemzetközi tornán volt, ahol a válogatott kilenc csapatból a harmadik helyen végzett. Májusban a válogatott két Európa-bajnoki-selejtező mérkőzést vívott.
Szövetségi kapitány:
- Eipel Ferenc

## Mérkőzések
| 52. mérkőzés 1992. március 30. nemzetközi torna | Magyarország | 1 – 0             | Spanyolország | Várna Nézőszám: 300 Játékvezető: Momirov (BUL) |
| 52. mérkőzés 1992. március 30. nemzetközi torna | Kern         | (0 – 0) Részletek |               | Várna Nézőszám: 300 Játékvezető: Momirov (BUL) |

| 53. mérkőzés 1992. április 4. nemzetközi torna | Magyarország | 0 – 3             | Svédország | Várna Nézőszám: 400 Játékvezető: Lale Orta (TUR) |
| 53. mérkőzés 1992. április 4. nemzetközi torna |              | (0 – 1) Részletek | ?          | Várna Nézőszám: 400 Játékvezető: Lale Orta (TUR) |

| 54. mérkőzés 1992. április 5. nemzetközi torna | Magyarország | 0 – 3             | Dél-Korea | Várna Nézőszám: 600 Játékvezető: Dimitar Momirov (BUL) |
| 54. mérkőzés 1992. április 5. nemzetközi torna |              | (0 – 1) Részletek | ?         | Várna Nézőszám: 600 Játékvezető: Dimitar Momirov (BUL) |

| 55. mérkőzés 1992. április 29. | Magyarország                                    | 3 – 0             | Ausztria | Hévízi út, Budapest Nézőszám: 300 Játékvezető: Huták Antal (HUN) |
| 55. mérkőzés 1992. április 29. | Kiss Lászlóné 39' Kern 55' (11-esből) Bárfy 62' | (1 – 0) Részletek |          | Hévízi út, Budapest Nézőszám: 300 Játékvezető: Huták Antal (HUN) |

| 56. mérkőzés 1992. május 17. Eb-selejtező | Magyarország | 0 – 0 | FÁK | Hévízi út, Budapest Nézőszám: 200 Játékvezető: Ben Itzhak (ISR) |
| 56. mérkőzés 1992. május 17. Eb-selejtező | Részletek    |       |     | Hévízi út, Budapest Nézőszám: 200 Játékvezető: Ben Itzhak (ISR) |

| 57. mérkőzés 1992. május 31. Eb-selejtező | Magyarország                          | 3 – 0             | Bulgária | Szeged Nézőszám: 400 Játékvezető: Zdravko Jokić (YUG) |
| 57. mérkőzés 1992. május 31. Eb-selejtező | Nagy T. 47' Szarka 78' Nagyabonyi 80' | (0 – 0) Részletek |          | Szeged Nézőszám: 400 Játékvezető: Zdravko Jokić (YUG) |

| 58. mérkőzés 1992. szeptember 26. | Svájc                   | 1 – 2             | Magyarország            | Bázel Nézőszám: 1 000 Játékvezető: Schluch (SUI) |
| 58. mérkőzés 1992. szeptember 26. | Poncioni 60' (11-esből) | (0 – 1) Részletek | Paraoánu 14' Mester 70' | Bázel Nézőszám: 1 000 Játékvezető: Schluch (SUI) |

| 59. mérkőzés 1992. október 11. | Ausztria | 0 – 2             | Magyarország         | Mosontétény Nézőszám: 800 Játékvezető: Günter Benkö (AUT) |
| 59. mérkőzés 1992. október 11. |          | (0 – 1) Részletek | Szarka 10' Bárfy 46' | Mosontétény Nézőszám: 800 Játékvezető: Günter Benkö (AUT) |